# تور نيلسون
تور نيلسون (بالسويدية: Tor Nilsson)‏ هو مصارع هاوي سويدي، ولد في 20 مارس 1919 في لوند في السويد، وتوفي بنفس المكان في 13 أبريل 1989.

## وصلات خارجية
- تور نيلسون على موقع قاعدة بيانات المصارعة الدولية (الإنجليزية)
- تور نيلسون على موقع أوليمبيديا (الإنجليزية)
- تور نيلسون على موقع اللجنة الأولمبية السويدية (السويدية)